# Intrapales insularis
Intrapales insularis là một loài ruồi trong họ Tachinidae.